# Sommer-Paralympics 2016/Teilnehmer (Kuwait)
| stlisierte Goldmedaille | stlisierte Silbermedaille | stlisierte Bronzemedaille |
| ----------------------- | ------------------------- | ------------------------- |
| 1                       | —                         | —                         |

Kuwait entsendete zu den Paralympischen Sommerspielen 2016 in Rio de Janeiro sechs Athleten. Ahmad Almutairi konnte im 100-m-Lauf (T33) eine Goldmedaille erreichen. Damit wurde das Land 60. im Medaillenspiegel.
Kuwait durfte unter eigener Flagge antreten, obwohl das olympische Team in diesem Jahr wegen politischer Einflussnahme der Regierung suspendiert wurde, und die kuwaitischen Athleten deshalb bei den Olympischen Sommerspielen 2016 unter Olympischer Flagge antreten mussten.

## Medaillengewinner
| Name            | Sportart       | Wettkampf          |
| --------------- | -------------- | ------------------ |
| Ahmad Almutairi | Leichtathletik | 100 m T33 – Männer |

## Teilnehmer nach Sportart

### Leichtathletik
Ahmad Almutairi gewann nicht nur die Goldmedaille im 100-Meter-Lauf, sondern stellte auch einen neuen paralympischen Rekord auf. Bereits im Vorjahr hatte er bei den IPC Athletics World Championships den Weltrekord gebrochen und hält nun beide Rekorde. Er war gleichzeitig der jüngste Athlet des Teams aus Kuwait.
| Athleten        | Wettbewerb      | Vorlauf / Vorkampf | Vorlauf / Vorkampf | Halbfinale   | Halbfinale | Finale             | Finale             | Rang               |
| Athleten        | Wettbewerb      | Zeit / Weite       | Rang               | Zeit / Weite | Rang       | Zeit / Weite       | Rang               | Rang               |
| --------------- | --------------- | ------------------ | ------------------ | ------------ | ---------- | ------------------ | ------------------ | ------------------ |
| Männer          |                 |                    |                    |              |            |                    |                    |                    |
| Ahmad Almutairi | 100 m T33       | –                  | –                  | –            | –          | 16,61 s            | 1                  | Gold               |
| Naser Saleh     | 100 m T33       | –                  | –                  | –            | –          | 21,22 s            | 5                  | 5                  |
| Hamed Aldwani   | 100 m T53       | 15,97 s            | 5                  | –            | –          | nicht qualifiziert | nicht qualifiziert | nicht qualifiziert |
| Hamed Aldwani   | 400 m T53       | 52,97 s            | 6                  | –            | –          | nicht qualifiziert | nicht qualifiziert | nicht qualifiziert |
| Hamed Aldwani   | 800 m T52–53    | 1:43,69 min        | 5                  | –            | –          | 1:50,62 min        | 8                  | 8                  |
| Mohammad Nasser | Kugelstoßen F32 | –                  | –                  | –            | –          | 7,67 m             | 7                  | 7                  |
| Abdullah Alsaif | Kugelstoßen F40 | –                  | –                  | –            | –          | 6,75 m             | 10                 | 10                 |

### Schießen
| Athleten       | Wettbewerb                               | Qualifikation   | Qualifikation | Finale          | Finale | Rang |
| Athleten       | Wettbewerb                               | Ringe/ Scheiben | Rang          | Ringe/ Scheiben | Rang   | Rang |
| -------------- | ---------------------------------------- | --------------- | ------------- | --------------- | ------ | ---- |
| Männer         |                                          |                 |               |                 |        |      |
| Atef Aldousari | Mixed: Luftgewehr stehend 10 Meter (SH2) | 630,8           | 6             | 124,9           | 6      | 6    |
| Atef Aldousari | Mixed: Luftgewehr liegend 10 Meter (SH2) | 634,1           | 7             | 146,5           | 5      | 5    |